# Eupromera zonula
Eupromera zonula là một loài bọ cánh cứng trong họ Cerambycidae.